# Реван Амін
Реван Амін (араб. ريوان أمين, нар. 8 січня 1996, Дахук, Ірак) — нідерландський футболіст іракського походження, півзахисник шведського клубу «Естерсунд».

## Ігрова кар'єра

### Клубна
Реван Амін народився у іракському місті Дахук. У віці трьох років він разом з родиною перебрався у містечко у Нідерландах Леуварден. У 2008 році Амін приєднався до академії клубу «Геренвен». У березні 2013 року з'явилася інформація, що до гравця «Геренвена» проявляє зацікавленість лондонський «Арсенал».
Постійні травми так і не дали Аміну проявити себе в повній мірі у складі «Геренвена». Хоча він регулярно грав за дублюючий склад, та в основі Реван не зіграв жодного матчу.
І у 2017 році Амін підписав трирічний контракт з шведським клубом «Далькурд». В першому ж сезоні разом з командою Амін виграв турнір Супереттан і наступний сезон провів у Аллсвенскан. А вже влітку 2018 року Амін перейшов до складу іншого клубу Аллсвенскан - «Естерсунд», з яким уклав угоду до 2021 року.

### Збірна
У період з 2012 по 2013 роки Реван Амін провів десять матчів у складі юнацької збірної Нідерландів (U-17).